# 河本香織
河本 香織 （こうもと かおり、1974年7月7日 - ）は、日本テレビの社員。元アナウンサーで、営業局スポット営業部所属。

## 来歴・人物
埼玉県蕨市出身。
子供の頃にニュースキャスターの宮崎緑を視て、子供心ながらその姿が素敵と思ったことから、漠然とアナウンサーに憧れるようになっていったという。
白百合学園高校、聖心女子大学文学部歴史社会学科西洋史専攻卒業後、1997年アナウンサーとして入社。2005年までダイナミックグローブに出演、女性では珍しいボクシングの試合実況も行っていた。同年6月20日付けでPR局宣伝部に異動。
2009年から2012年まで、「世界一受けたい授業」「踊る!さんま御殿!!」のほか、ドラマなどの番組宣伝広報担当をしていた。
2012年6月1日より現職。
新人アナウンサーの頃「機動戦士ガンダムシリーズのファン」と話していたことがある。

## 出演

### アナウンサー時代

#### テレビ
- イブニングプレス Donna（水曜日担当）
- ポシュレ・ヌーボー
- さきどり!Navi
- NNNニュースダッシュ
- NNNニューススポット
- 投稿!!特ホウ王国2
- ダイナミックグローブ（司会、試合実況、リポーターなど）
- TVおじゃマンボウ
- Gyu!と抱きしめたい!
- あさ天5
- 峰竜太のホンの昼メシ前
- NNNニュースサンデー
- ぐるぐるナインティナイン
- 横浜国際女子駅伝
- 深夜の音楽会

#### ラジオ
- いってらっしゃ〜い!ラジオ日本（木曜日担当）

### アニメ
- ルパン三世 炎の記憶〜TOKYO CRISIS〜（レポーター）

## 広報
- 世界まる見え!テレビ特捜部
- ラジかるッ
- 未知の世界を撮りたい 驚き(秘)映像ハンター!ドリームビジョン
- 水曜ドラマ
  - あいのうた（1話〜6話）
  - 働きマン
  - 正義の味方
- 土曜ドラマ
  - 喰いタン
  - マイ★ボス マイ★ヒーロー
- 第29回日本アカデミー賞授賞式（2006年3月3日）
- シアワセ結婚相談所
- ショーバト!
- プリズン・ブレイク
- HEROES
- 幸せ!ボンビーガール
- 踊る!さんま御殿!!
- 世界一受けたい授業
- 映画天国